# Männer ticken, Frauen anders
Männer ticken, Frauen anders ist ein deutscher Fernsehfilm von Rolf Silber aus dem Jahr 2011.

## Handlung
Alice Tanner arbeitet in einer Frankfurter Ratingagentur und ist äußerst erfolgreich. Dass sie mit einem verheirateten Klienten eine Nacht verbracht hat, könnte ihre Karriere in Gefahr bringen. Denn daraufhin fordert die Firma Solarisopt ein Zweitgutachten ein und Chef Brugger holt mit Michael von Marck einen vierten Analysten an Bord. Da wohl nicht alle in der Agentur bleiben können, beginnt der Konkurrenzkampf untereinander. Als Alice wegen der gesperrten Damentoilette notgedrungen den Herrenbereich aufsucht, bekommt sie mit, dass hier wichtige Informationen ausgetauscht werden. Im Bowlingclub ihrer Halbschwester Lan erzählt sie dieser und ihrer Freundin Elfie von ihrem männlichen Widersacher, was Elfie auf eine Idee bringt.
Am nächsten Tag installiert Elfie als verkleidete Reinigungskraft ein verstecktes Mikrofon in der Herrentoilette. Zusätzlich bewirbt sich Lan erfolgreich auf die Sekretärinnenstelle, Alices Veto kann dies nicht verhindern. Alice ist zunächst überhaupt nicht angetan von den Aktionen, da dies nicht ihren moralischen Ansprüchen entspricht. Bei ihrer Durchsicht der Firmendokumente fallen Alice Unstimmigkeiten in der Firma Solarisopt auf. Es scheint, als habe jemand von innerhalb gegen die eigene Firma gearbeitet. Wenig später versucht sich der Firmenchef, mit dem sie den One-Night-Stand hatte, in ihrem Büro zu erschießen.
Alice spricht bei einem Gespräch mit Brugger, von Marck und Solarisopt-Vorstandsmitglied Tanja Bach ihren Verdacht an, dass jemand der Firma habe schaden wollen, damit sie für potentielle Käufer billiger wird. Mittlerweile haben die Männer den Verdacht, dass Alice sie mit einer Wanze belauscht, sodass einer in das Gespräch hineinplatzt und sie der Betriebsspionage bezichtigt. Brugger feuert daraufhin Alice und Lan.
Von Marck findet heraus, dass Tanja Bach einige ähnlich verlaufende Firmenabwicklungen durchgezogen und auch Brugger in diese Sachen verwickelt ist. Um dies zu belegen, brauchen sie das vollständige Protokoll der Vorstandsentscheidung, was von Marck mit Unterstützung von Alice gelingt. Dadurch können sie die Machenschaften belegen, was auch Staatsanwaltschaft und Presse interessieren würde. Von Marck und Alice tun das nicht, im Gegenzug geben Bach und Brugger ihre Positionen auf, von Marck wechselt in die Firmenleitung, Alice wird Finanzvorstand von Solarisopt.

## Produktionsnotizen
Der Film wurde in Frankfurt am Main und Umgebung vom 22. Februar bis zum 25. März 2011 gedreht.

## Soundtrack
Für den Soundtrack wurden unter anderem folgende Songs verwendet:
- Edie Brickell & The New Bohemians (Circle)
- Imogen Heap (Hide and seek)
- Michael Jackson (Black or White)
- Diana King (Think like a Girl)
- Vanessa Amorosi (Shine)
- Adele (Tired)
- The National (Fake Empires)

## Rezeption

### Kritik
Das Lexikon des internationalen Films schreibt über den Film: „Humorvolle, solide inszenierte (Fernseh-)Komödie vor der Kulisse der Geschäfts- und Hochfinanzwelt, der mit feinem Spürsinn die Mischung von ernsten, komischen und heiteren Momenten gelingt.“
Rainer Tittelbach gibt dem Film bei tittelbach.tv insgesamt 4,5 von 6 möglichen Sternen. Der Film sei trotz „schwachsinnigen“ Titels ein richtig guter Unterhaltungsfilm. Das Drehbuch lasse nichts aus, das pointiert-schlagfertige Reden wirke nicht aufgesetzt, sondern passe zum Berufsstand. Der Soundtrack überzeuge ebenso wie die Besetzung.

### Einschaltquoten
Die Erstausstrahlung des Films am 3. November 2011 im ZDF sahen in Deutschland 3,42 Millionen Zuschauer. Dies war ein Marktanteil von 10,3 % für den Sender.